# Hình tượng con lừa trong văn hóa

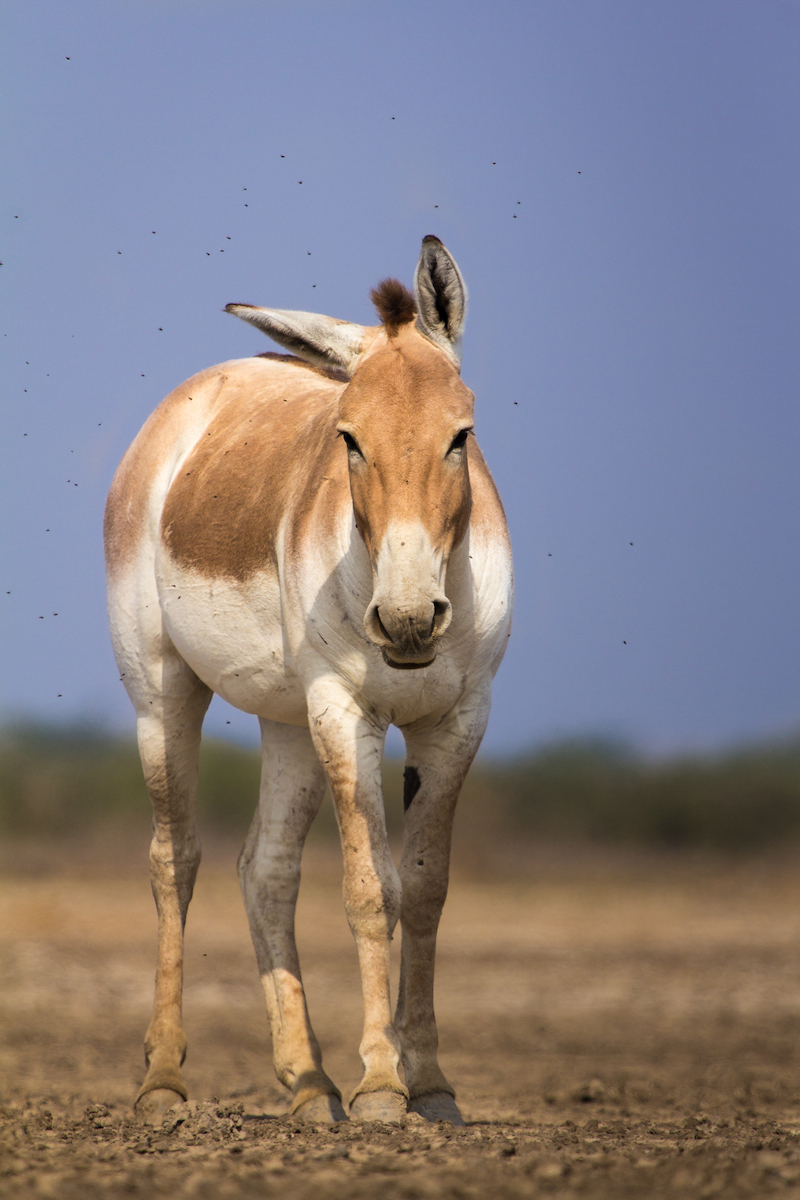
Một con lừa hoang, trong một khía cạnh văn hóa, chúng biểu tượng cho sự bướng bỉnh, khó bảo

Hình tượng con lừa được đề cập đến trong văn hóa, tôn giáo, biếm họa và văn học, hình tượng con lừa phổ biến ở văn hóa các nước phương Tây và vùng Trung Đông mà đặc biệt là trong đạo Do Thái giáo và đạo Công giáo. Trong cuộc sống, loài lừa đã phục vụ tận tụy cho loài người hàng ngàn năm. Một mặt, chúng được coi là biểu tượng của sự khiêm nhường, hiền lành và hòa bình nhưng mặt khác, người ta cũng thường nói đến lừa bằng những từ ngữ không mấy thiện cảm như: “Đồ con lừa” hay “làm việc nặng nhọc như một con lừa (donkeywork)” hay là “Thân lừa ưa nặng” kể về câu chuyện một con lừa khi chất chưa đủ nặng trên lưng thì không chịu đi, chỉ khi một gánh nặng đè trên lưng nó mới chịu bước hoặc là sự biểu tượng cho sự vụng về, ngu ngốc, ngang bướng, bướng bỉnh.

## Trong văn học

### Con lừa bị coi thường
Lừa và la từ lâu đã được cho là cứng đầu, có thể là từ trước Công nguyên. Điều này được phản ánh qua câu thành ngữ "ngu, hèn hạ và cứng đầu như lừa" của người Hy Lạp cổ đại. Câu chuyện về đôi tai của vua Midas có thể cũng nói lên điều tương tự. Để trừng phạt vua Midas, thần Apollo đã biến tai ông ta thành tai lừa, ý rằng nhà vua có đôi tai nghe nhạc rất kém. Vua Midas đã vô cùng xấu hổ với đôi tai lừa. Nhiều người thợ cắt tóc cho nhà vua đã bị giết chỉ vì dám mạo phạm khi nói rằng đức vua có đôi tai lừa. Một người thợ cắt tóc khôn ngoan đã thoát chết vì bảo rằng tai nhà vua cũng giống hệt như tai mọi người, với một ngụ ý sâu xa hoặc một sự giao hoà bí ẩn giữa văn hoá Đông-Tây, cùng không ưa loài lừa.
Người phương Tây cũng gán cho chúng những giá trị chẳng mấy hay ho. Con lừa xuất hiện trong một tác phẩm được coi là mở đầu của nền tiểu thuyết hiện đại, một tác phẩm kinh điển của văn học thế giới. Đó là con lừa trong tác phẩm Đôn Kihôtê nhà quý tộc tài ba xứ Mancha của Cervantes. Hiệp sĩ Đôn Kihôtê cưỡi một con ngựa gầy nhom, còn người hầu Sancho của anh ta thì cưỡi một con lừa béo ú để đi thi hành lí thuyết nghĩa hiệp của mình. Lừa lại bị so sánh với ngựa một cách cố ý và ở địa vị kém hơn. Ông chủ cưỡi ngựa và đầy tớ cưỡi lừa. Con lừa, một cách nào đó đã bị chọn dùng làm biểu tượng cho những thứ ngốc ngếch, chậm chạp, thấp kém, điều này khá bất công vì cấu tạo sinh học của mỗi loài vật khác nhau, người ta có thể vì quá yêu con ngựa mà mỉa mai con lừa. Lừa có đặc điểm gần gũi với ngựa vì thế chúng có thể giao phối với nhau sinh ra con la hoặc con lừa la.
Câu chuyện Con lừa và Cái áo kể về lão nhà giàu nọ ra chợ mua được một con lừa rất khỏe, liền chất lên lưng nó bao nhiêu hàng hóa và trở về làng, dọc đường thấy sẵn củi, lão lại chặt luôn mấy vác buộc vào hai bên sườn nó. Con lừa nặng quá, vẹo cả lưng, nhưng cũng cố gắng đi. Đi được một quãng thấy mấy tảng đá vuông vắn nằm chắn ngang đường. Lão liền nghĩ bụng: “Hãy thồ nốt mấy hòn đá này về, ít hôm nữa dựng nhà làm móng”. Lão lại xếp nốt mấy tảng đá lên lưng Lừa. Lừa mệt quá ì ạch lê từng bước một. Trời nắng to, lão nhà giàu thấy bức quá, liền cởi nốt chiếc áo bên mình vắt lên lưng lừa. Nhưng lừa đã kiệt sức rồi, nên khi áo vắt lên lưng thì lừa ngã quỵ xuống không không đứng lên được. Lão nhà giàu cáu kỉnh quát: "Thật là đồ ăn hại! Có cái áo mà cũng không chở nổi".

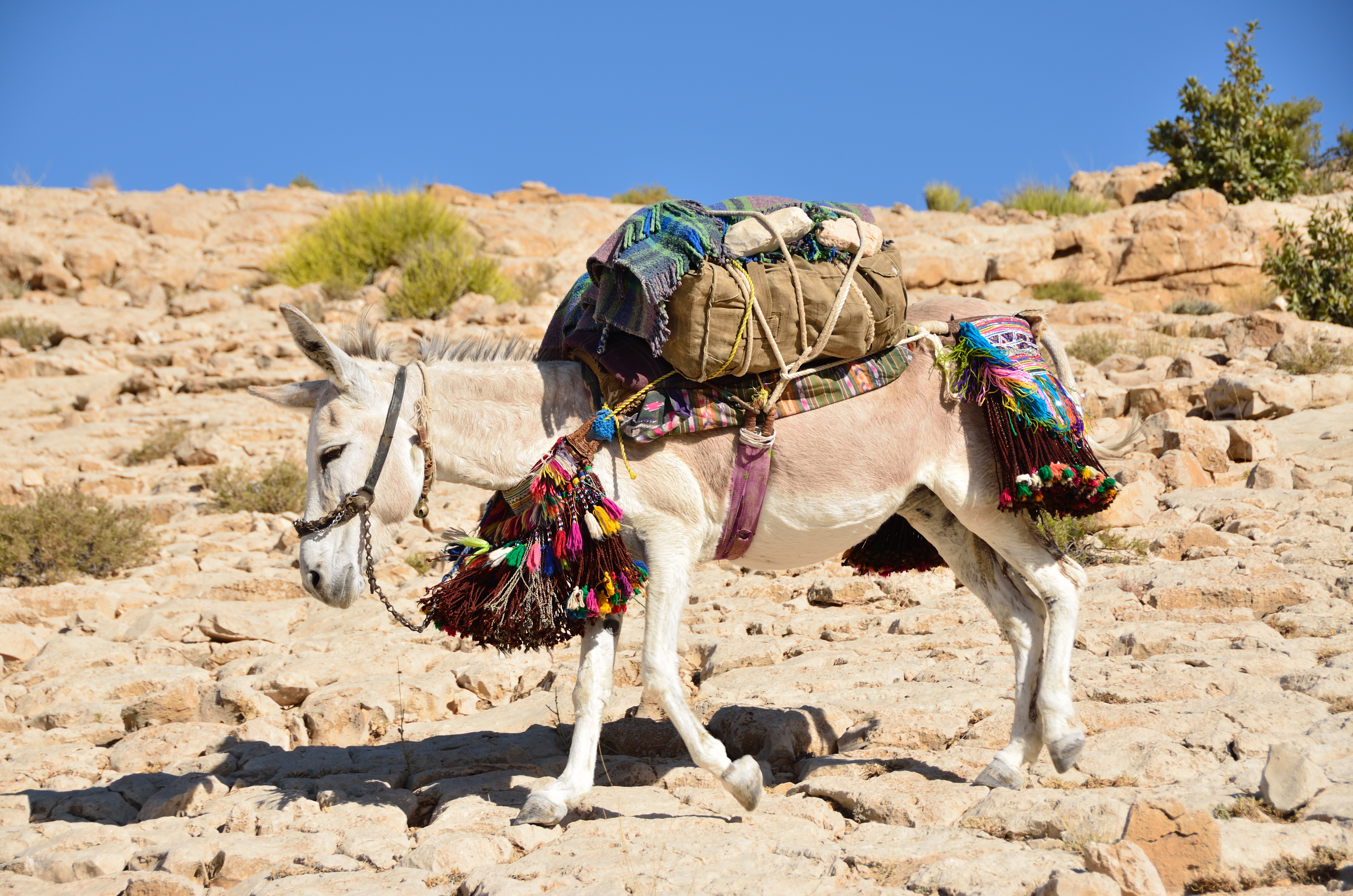
Hình tượng con lừa mang vác nặng

Con lừa là một con vật có giá trị mặc dù bị coi thường. Con người thường không dành nhiều thiện cảm cho loài lừa khi so sánh chúng với những loài gần tương đồng như ngựa. Tuy vóc dáng con lừa có nhỏ hơn con ngựa, những nông gia người Do Thái, Ai Cập và các dân tộc ở Âu Châu từ thời Trung Cổ cho đến thế kỷ 20 thường dùng lừa trong việc cày ruộng vì nó rất khỏe, không thua bò và ngựa. Trong lúc chiến tranh, quân đội sử dụng lừa dể tải vũ khí và quân nhu rất tiện lợi đủ mọi phương diện.
Người ta hay chê bôi con lừa nhưng sữa lừa thì quý hiếm và đắt gấp nhiều lần sữa bò. Ngày xưa, tương truyền rằng để giữ gìn và chăm sóc vẻ đẹp của mình, nữ hoàng Cleopatra xứ Ai Cập thường xuyên tắm trong bồn sữa lừa. Ví dụ về trí tuệ của lừa và sữa của chúng là một mâu thuẫn rất lớn. Chúng ta hay chê cười một ai đó xấu xí, thô kệch nhưng lại luôn tìm cách lợi dụng họ. Sự khác biệt giữa hình thức và chất lượng cũng là một điểm lớn mà ít người nhận ra. Một con lừa trông có vẻ ngỗ ngược, khó ưa không những chuyên cần thồ hàng hoá cho loài người mà còn cho da, sữa rất chất lượng. Thực tế, loài vật này bị hiểu nhầm và mang tiếng oan, lịch sử tiến hóa của lừa và la đã dẫn tới các hành vi trong đó dễ bị hiểu nhầm và góp phần vào định kiến rằng chúng rất khó bảo.

### Con lừa được coi trọng
Không phải bao giờ hình ảnh con lừa cũng xấu xí hoặc ngang bướng "Con lừa và tôi" là một tác phẩm nổi tiếng của nhà thơ Ramon Jmenez, người đoạt giải Nobel Văn học năm 1956 là một trường hợp khác. Con lừa Platero trong tác phẩm là một người bạn rất dễ thương, thi sĩ đã trò chuyện với chú lừa như một người đồng hành thân thiết và khi chú lừa chết, anh ta đã vô cùng buồn đau thương tiếc. Chú lừa không còn là con vật xấu xí, khó ưa nữa, nó là người bạn được yêu quý thật sự. Loài lừa sẽ không vui gì khi chúng bị gán cho những đặc tính xấu chúng không có, quá chịu đựng ngoan ngoãn thì thành con cừu, bướng bỉnh quá thì thành con lừa. 

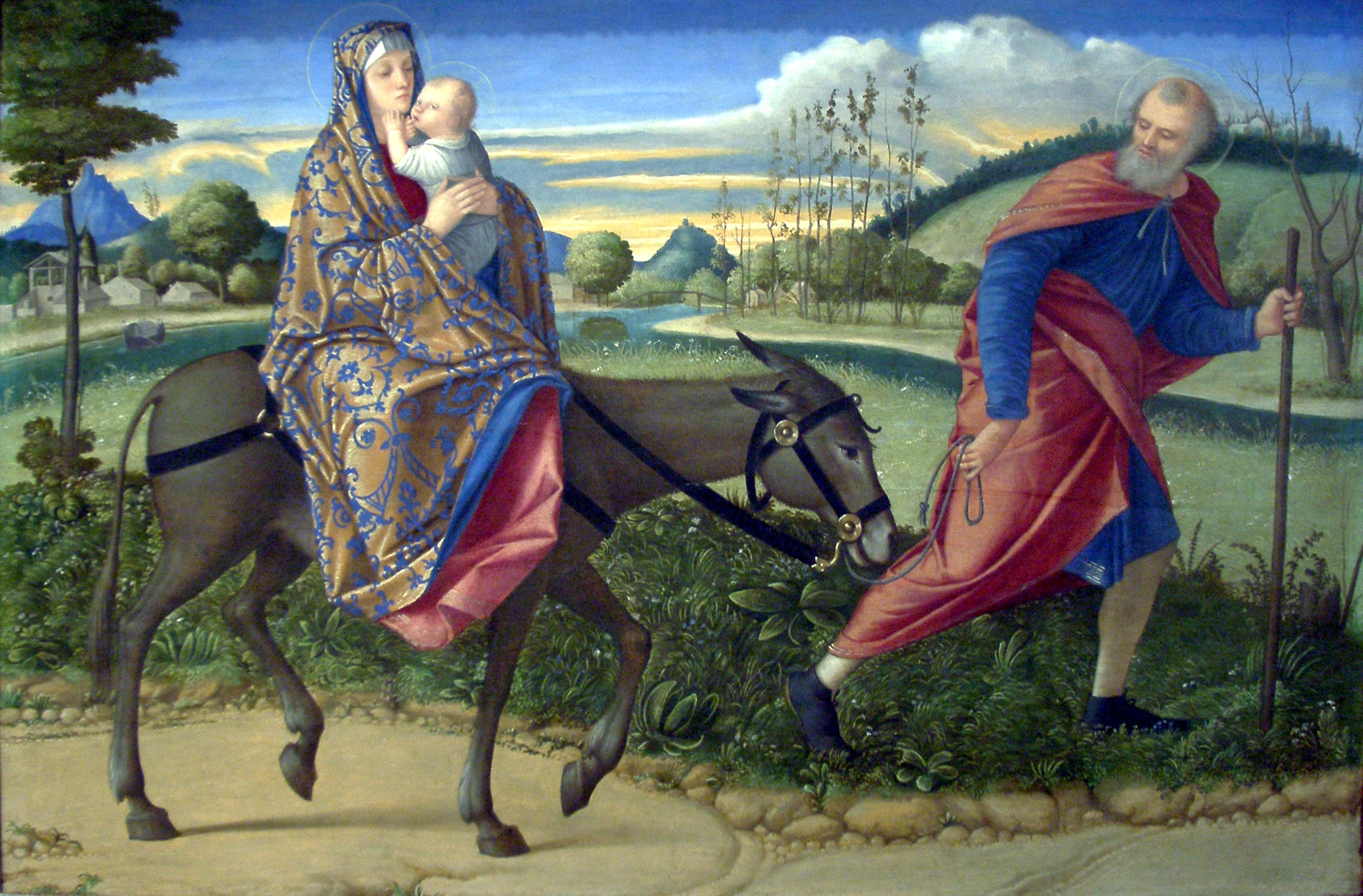
Con lừa trong họa phẩm phương Tây, trốn sang Ai Cập

Ở Phương tây, lừa là một con vật bị coi rẻ, nhưng ở Đông phương thuộc vùng Trung Đông thì nó là con vật sang trọng. Một vị vua thường cỡi lừa đi đến, khi ông cỡi lừa đến, đó là dấu hiệu cho biết ông đến trong hòa bình. Con ngựa dùng cho chiến tranh, con lừa dùng cho nhu mì, hòa bình, vua chúa đời xưa ra đi đánh trận với quân thù ra đi cỡi ngựa, khi đã thắng trận rồi khi trở về thì vua cỡi con lừa được muôn ngàn tiến hoan hô. Khi Giê-su tuyên xưng là Vua hoà bình cho người ta thấy khi đến không phải chém giết mà để yêu thương, không phải để lên án mà để cứu giúp, không phải bằng sức mạnh của vũ khí mà bằng sức mạnh của tình yêu. Biểu tượng con lừa có thể đề cập đến truyền thống phương Đông rằng nó là một con vật của hòa bình, so với ngựa là động vật biểu tượng cho chiến tranh. Một vị vua sẽ cưỡi một con ngựa khi ông đang mong muốn chiến tranh và sẽ cưỡi một con lừa tượng trưng cho việc ông đến trong hòa bình.

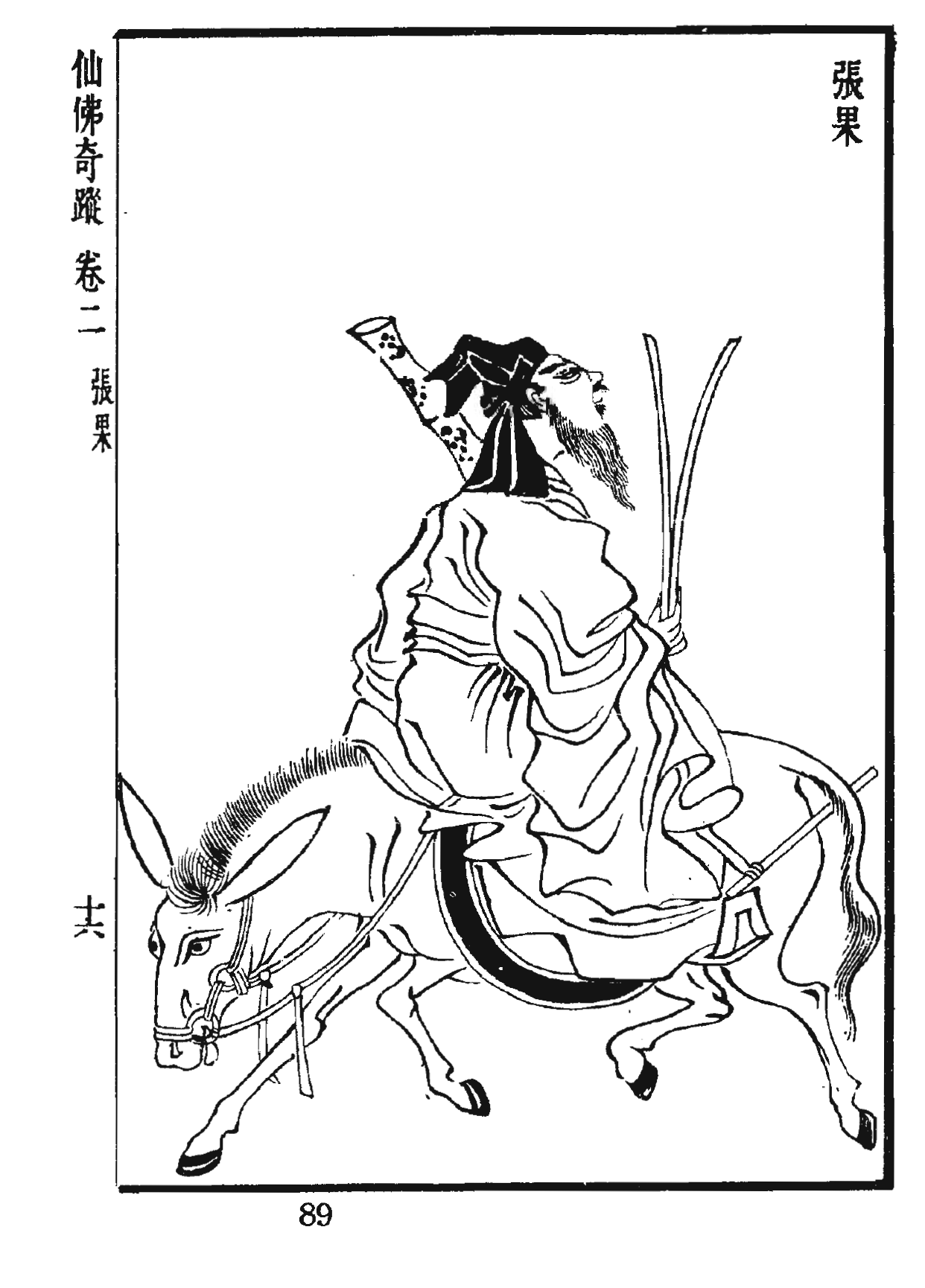
Trương Quả Lão cưỡi lừa

Trong câu chuyện về con lừa già bị rơi xuống giếng, con lừa của một ông chủ trang trại sảy chân rơi xuống một cái giếng. Lừa kêu la tội nghiệp hàng giờ liền. Người chủ quyết định: Con lừa đã già, dù sao thì cái giếng cũng cần được lấp lại và không ích lợi gì khi phải huy động công sức để cứu con lừa lên cả. Ông ta gọi hàng xóm của ông đến và giúp một tay lấp giếng. Ban đầu, con lừa hiểu chuyện gì xảy ra và nó bắt đầu khóc kêu la thảm thiết vì tuyệt vọng. Nhưng sau đó mọi người ngạc nhiên vì lừa bỗng trở nên im lặng. Mỗi khi bị một xẻng đất đổ lên lưng, lừa lắc mình cho đất rơi xuống và bước chân lên trên, nó lay người để giũ cho đất và bùn rơi xuống chân và tiếp tục bước lên. Cứ như vậy, đất đổ xuống, lừa lại bước lên cao hơn. Chỉ một lúc sau mọi người nhìn thấy chú lừa xuất hiện trên miệng giếng và vui vẻ lóc cóc chạy ra ngoài.

## Trong tôn giáo
Trong Kinh Cựu ước và Tân ước đều đã nhắc đến con lừa. Trong thời Kinh Thánh, các con lừa chưa từng được cưỡi đặc biệt được dùng trong các nghi thức tôn giáo. Những đoạn trong Kinh Thánh chép về con lừa là: Ma-thi-ơ 21:1-11; Mác 11:1-10; Lu-ca 19: 29- 38; Giăng 12:12-16. Trong đó có câu kinh chép rằng: "Hãy nói với con gái thành Si-ôn rằng: Nầy Vua ngươi đến cùng ngươi nhu mì, cỡi lừa và lừa con, là con của lừa cái mang ách" (Ma-thi-ơ 21:5). Kinh Tân ước đã ghi chép Giê-su thực hành giảng đạo, trước khi bị treo trên thập tự giá thì đã cần dùng con lừa con để cỡi vào thành Giê-ru-sa-lem. Các nhà thần học Kitô giáo tin rằng tượng trưng được tiên tri trước trong Cựu Ước: Zechariah 9:9 "Vua của Sion-Hãy xem, vua của bạn đến với bạn, chính đáng và chiến thắng, cưỡi trên một con lừa, trên một con ngựa, một con lừa đực".
Câu nói "Nếu có ai nói chi với các ngươi, hãy trả lời rằng: Chúa cần dùng hai con lừa đó, tức thì họ sẽ gửi lừa đi" khi Giê-su yêu cầu con lừa con để thực hiện nghi thức hoàng gia là chở vào thành Giê-ru-sa-lem và “chở” Chúa đến khắp các thành phố, Chúa cần nhiều “con lừa” là những con người khiêm nhường chở vào thành Giê-ru-sa-lem. Ma-thi-ơ 21:5: “Ngài nhu mì cỡi lừa, đó là lừa tơ, con của con lừa thuần chủng mang ách”. Ngoài ra Chúa cỡi lừa hàm ý Chúa Giê-su là Vua Hòa Bình hay Vua Bình An. Hình ảnh người cỡi lừa có ý nghĩa trái ngược với hình ảnh một người cỡi ngựa, vì con ngựa hàm ý về giặc giã, chiến tranh: “Ngựa sắm sửa về ngày tranh chiến” (Châm Ngôn 21:31). Việc Giê-su tới thành Giê-ru-sa-lem trên con lừa trở thành biểu tượng của ông như là Hoàng tử Hòa bình, không phải một vị vua ưa chiến tranh.

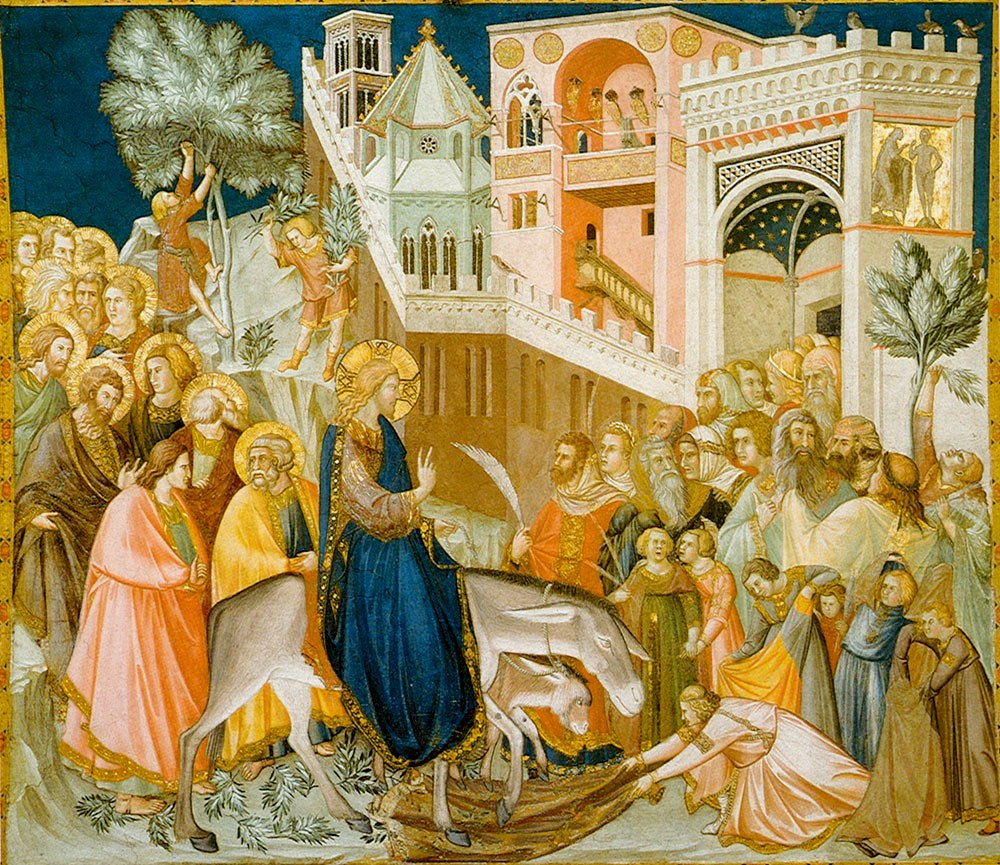
Tranh vẽ về cảnh Chúa cưỡi lừa tơ vào thành (chủ nhật lễ lá)

Sự kiện Giê-su cỡi lừa vào thành Giê-ru-sa-lem đã được dự ngôn trong sách Xa-cha-ri 9:9, sứ đồ Ma-thi-ơ trích dẫn lời tiên tri đó nhằm cho thấy lời tiên tri đã được ứng nghiệm: “Nầy, Vua ngươi đến cùng ngươi, Ngài là công bình và ban sự cứu rỗi, nhu mì và cỡi lừa, tức là con của lừa cái” (Xa-cha-ri 9:9). Các bản Kinh Thánh tiếng Việt có câu “con của lừa cái mang ách”, trong nguyên bản Kinh Thánh chỉ nói đến con lừa, không nói đến lừa cái. Có một bản dịch khác “… con của lừa mang ách”. Các bản dịch Kinh Thánh Anh ngữ đều dịch sát nghĩa với bản Hy-lạp, đều không có ý nói đến “con lừa cái”. (Chúa Giê-su) “cỡi lừa, và lừa tơ, là con của lừa cái” (“on a donkey, on a colt, the foal of a donkey”).
Donkey là con lừa nói chung. Colt là con lừa con, nhưng mang ý nghĩa đặc biệt là chưa ai cỡi nó bao giờ. Foal là con lừa con nói chung. Cụm từ “the foal of a donkey” nghĩa là “con của con lừa” là một thành ngữ đặc biệt của người Do Thái chỉ về con lừa mà Giê-su cỡi: Đây là con lừa thuần chủng. Kinh Thánh muốn phân biệt với con lừa không thuần chủng: Đó là con la (mule). Con la là do sự giao phối giữa con ngựa (horse) và con lừa (donkey), con la có bản tính ương bướng, cứng đầu. Thi Thiên 32:9 nói về con la: “Chớ như con ngựa và con la (mule), là vật vô tri; Phải dùng hàm khớp và dây cương mới cầm chúng nó được. Bằng không, chúng nó không đến gần ngươi.” Con la là con vật lai giống nên không thuần chủng, con lừa  Giê-su cỡi là con lừa thuần chủng và chưa có ai cỡi.
Sách Ma-thi-ơ 21:3 đã ghi chép một ngày kia Giê-su sai hai môn đồ mà phán hãy đến Bê-tha-ni tại đó có con lừa mẹ và lừa con bị buộc hãy mở ra và dắt đến cho ta. Chúa cần dùng nó! Thì họ sẽ cho lừa đi. Câu chuyện trên đây tiền ẩn một mạng lịnh: Chúa dùng nó. Chủ lừa là một trong các môn đồ của Chúa nên khi nghe nói Chúa cần dùng lừa nầy, thì ông im lặng, cúi đầu để người ta mở lừa con và lừa cái dẫn đi. Chúa vào kinh thành Giê-ru-sa-lem mà không dùng xe, voi, hoặc ngựa, mà lại dùng lừa và lừa con. Chúa cỡi lừa vào thành Giê-ru-sa-lem, con lừa chưa hề có ai cỡi khiến nó thích ứng cho mục đích thiêng. Ý nghĩa lừa con chưa mang ách Chúa sử dụng cho công việc
Chúa dạy dân đem dâng của tế lễ phải là còn tơ chưa ai sử dụng (lòng trong sạch), dâng cho Chúa, chị em lúc còn xuân xanh tuổi trẻ chưa phó thân cho đời, chỉ dâng mình cho Chúa, sẵn sàng dâng thân thể, tài năng, và tiền của những gì chúng ta có để hầu việc Ngài như người chủ lừa sẵn sàng để cho Chúa dùng, con chiên thì như con lừa tơ ngoan ngoãn vâng phục Chúa, để dùng lưng mình cho Chúa cỡi lên. "Hai người dắt lừa cái và lừa con, trải áo mình trên lưng lừa, và nâng Ngài cỡi lên." Lừa con chỡ Chúa đi từ Bê-tha-ni đi đến thành Giê-ru-sa-lem có tới 7-8 cây số, nó vâng lời Chúa thẳng tới nó không cự nự, không trở chứng mà cứ vâng lời Chúa trọn vẹn, cỡi lừa và lừa con cũng nhu mì dễ thương, dễ dạy dễ điều khiển và biết vâng lời, có mẹ cùng chạy một bên để làm gương cho lừa con.
Kinh Thánh (Dân-số Ký 21:21-35; 22:1-40; 23:1-30; 24:1-25) kể về một con lừa biết nói. Ba-la-am cưỡi lừa lên đường đi gặp Ba-lác, Chúa không muốn cho Ba-la-am rủa sả dân nên sai một thiên sứ cầm gươm dài đứng chận đường. Ba-la-am không thấy thiên sứ, nhưng con lừa thì thấy nên cố tránh thiên sứ, sau cùng nó nằm ỳ xuống đường. Ba-la-am giơ gậy ra đánh lừa. Chúa khiến cho Ba-la-am nghe con lừa nói với hắn. Lừa hỏi: ‘Tôi làm gì mà ông đánh tôi?’. Ba-la-am nói: ‘Mầy làm ta mất mặt quá. Nếu có gươm ta đã giết mầy!’ Lừa hỏi: ‘Tôi có bao giờ làm ông mất mặt như thế không?’ Ba-la-am đáp: ‘Không’. Rồi Ba-la-am trông thấy thiên sứ cầm gươm trong tay đứng cản đường. Thiên sứ nói: ‘Tại sao ngươi đánh đập con lừa ngươi? Ta đến cản đường ngươi vì ngươi không được rủa sả Do Thái. Nếu con lừa ngươi không tránh ta, hẳn ta đã đánh ngươi chết, nhưng không làm hại con lừa’.

## Trong chính trị

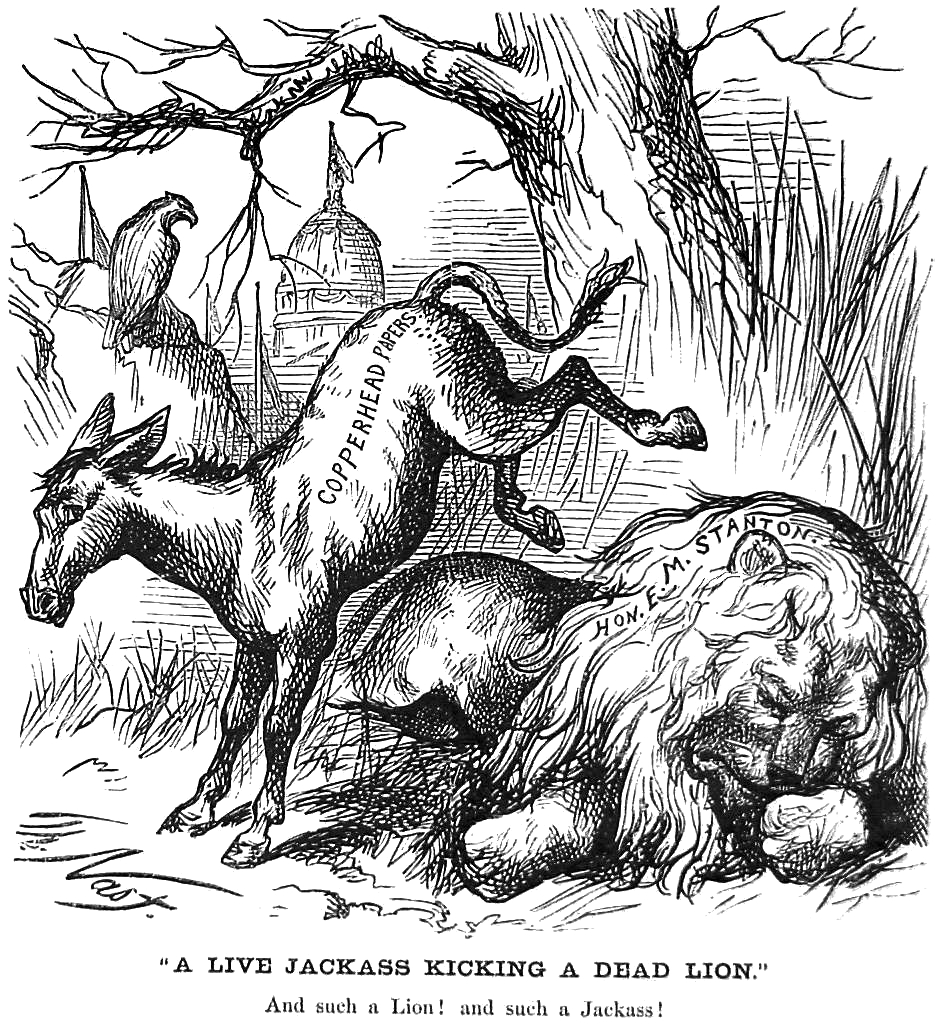
Biếm họa về lừa sống đá sư tử chết

Biểu tượng của Đảng Dân chủ Mỹ

Linh vật đại diện cho đảng Dân chủ Mỹ là con lừa, một con vật vụng về, chậm chạp và cứng đầu. Những người Đảng Dân chủ chưa công nhận biểu tượng con lừa cho đảng của mình dù số đông công chúng và truyền thống lâu năm vẫn mặc định như vậy. Câu chuyện lừa trở thành biểu tượng cho đảng Dân chủ bắt đầu từ trong chiến dịch tranh cử của Andrew Jackson. Khi đó, các đối thủ đảng Cộng hòa gọi Jackson bằng biệt danh "jackass", từ vừa có nghĩa là kẻ khờ, vừa có nghĩa là con lừa ('jackass' có nghĩa là 'thằng ngu', trong đó 'ass' là con lừa), ông Adam công kích đối thủ là người có tính khí bạo lực, không tôn trọng chính quyền và ví ông này là một con lừa ngu ngốc, cứng đầu. Tuy nhiên, Jackson lại tỏ ra khá yêu thích biệt danh này và quyết định đưa hình ảnh con lừa vào áp phích tranh cử, nhằm thúc đẩy tiếng tăm về lòng quyết tâm.
Jackson đã biến hình ảnh con lừa thành một biểu tượng tích cực. Ông chỉ ra các giá trị của một “con lừa” trong các bài phát biểu tranh cử gồm tính bền bỉ, trung thành, có thể mang một lượng đồ rất nặng. Con lừa cũng tượng trưng cho nguồn gốc bình dân và đức tính giản dị. Jackson là người theo chủ nghĩa dân túy và khẩu hiệu của ông là “hãy để người dân phán quyết”. Do vậy, những người theo đảng Cộng hòa đã tuyên bố rằng nếu phe Dân chủ thắng thì sẽ có một bầy lừa quản lý đất nước. Vài năm sau đó, hình ảnh con lừa vẫn được sử dụng để chỉ Jackson trong bức tranh biếm họa "Hãy để mọi người tự lo" năm 1833 của Anthony Imbert, Jackson bị mô tả là con lừa gây hỗn loạn với việc lao vào đàn gà con, đại diện cho hệ thống tài chính Mỹ.
Trong bức tranh biếm họa năm 1874 có tên "Cơn hoảng loạn nhiệm kỳ thứ ba" vẽ một con lừa đội lốt sư tử, đang hù dọa muông thú xung quanh, trong khi con voi to lớn đại diện cho lá phiếu của đảng Cộng hòa đứng bên miệng một hố sâu, con lừa mặc đồ sư tử trong bức tranh đại diện cho tờ New York Herald, còn đại diện của phe Dân chủ là con cáo đang thu mình bên miệng hố, đã vẽ nhiều nhóm lợi ích dưới hình dạng của các con vật khác nhau, trong đó có một con lừa khoác áo da sư tử và khiến mọi con vật trong sở thú kinh hãi. Mặc dù vậy, trong những bức tranh biếm họa khác, Nast đã mô tả đảng Dân chủ là con lừa, gợi lại biểu tượng phần lớn bị lãng quên sau khi Jackson rời nhiệm sở, có lẽ là lý do đảng Dân chủ bị gắn với hình ảnh con lừa, biểu tượng phổ biến mà họ chưa bao giờ chính thức chấp nhận.
Con lừa còn được họa sĩ biếm họa Thomas Nast vẽ làm biểu tượng cho đảng Dân chủ của Mỹ đã giúp đưa hình ảnh con lừa trở nên nổi tiếng, được công chúng chấp nhận và trở thành biểu tượng của đảng Dân chủ. Vào năm 1870, Nast bắt đầu sử dụng hình ảnh con lừa để tượng trưng cho đảng Dân chủ thông qua bức biếm họa mang tên "Lừa sống đá sư tử chết". Hình ảnh con lừa làm đại diện cho nhóm “Copperhead Democrats” là những người Dân chủ là người miền Bắc nhưng có cảm tình với phe miền Nam thời nội chiến. Nhóm này là một phe phái trong nhóm những người Dân chủ miền bắc phản đối nội chiến. Còn con sư tử chết là hình ảnh của Bộ trưởng Chiến tranh Edwin M. Stanton mới qua đời. Nast không phải là tác giả đầu tiên so sánh con người với các loài muông thú khác, khi câu chuyện con lừa mặc bộ da sư tử đã bắt nguồn từ truyện ngụ ngôn của Aesop.
Nast đã ví đảng Dân chủ với con lừa nhiều lần, song từ nửa thế kỷ trước người ta đã có liên hệ với hai hình tượng này, dưới con mắt của Nast, chính trị nước Mỹ hiện ra giống như một bầy thú trong một gánh xiếc khổng lồ. Mặc dù ủng hộ đảng Cộng hòa, song rất nhiều lần ông đã chế giễu đảng này. Ông thường miêu tả đảng Cộng hòa giống như một con vật yếu đuối, luôn lo sợ và liên tục hướng về những hướng đi sai lầm. Hình ảnh “con lừa” cũng không khá hơn. Trong một bức tranh năm 1879, ông Nast đã vẽ hình ảnh “con lừa” đang sắp ngã xuống khe vực của “khủng hoảng tài chính”. Tranh biếm họa của ông thường miêu tả con voi và con lừa luôn trong tình thế ngàn cân treo sợi tóc, qua đó cho thấy quan điểm của ông về hai đảng chính trị trong một thời đại mà nước Mỹ vẫn còn bất ổn.

## Tham khảo

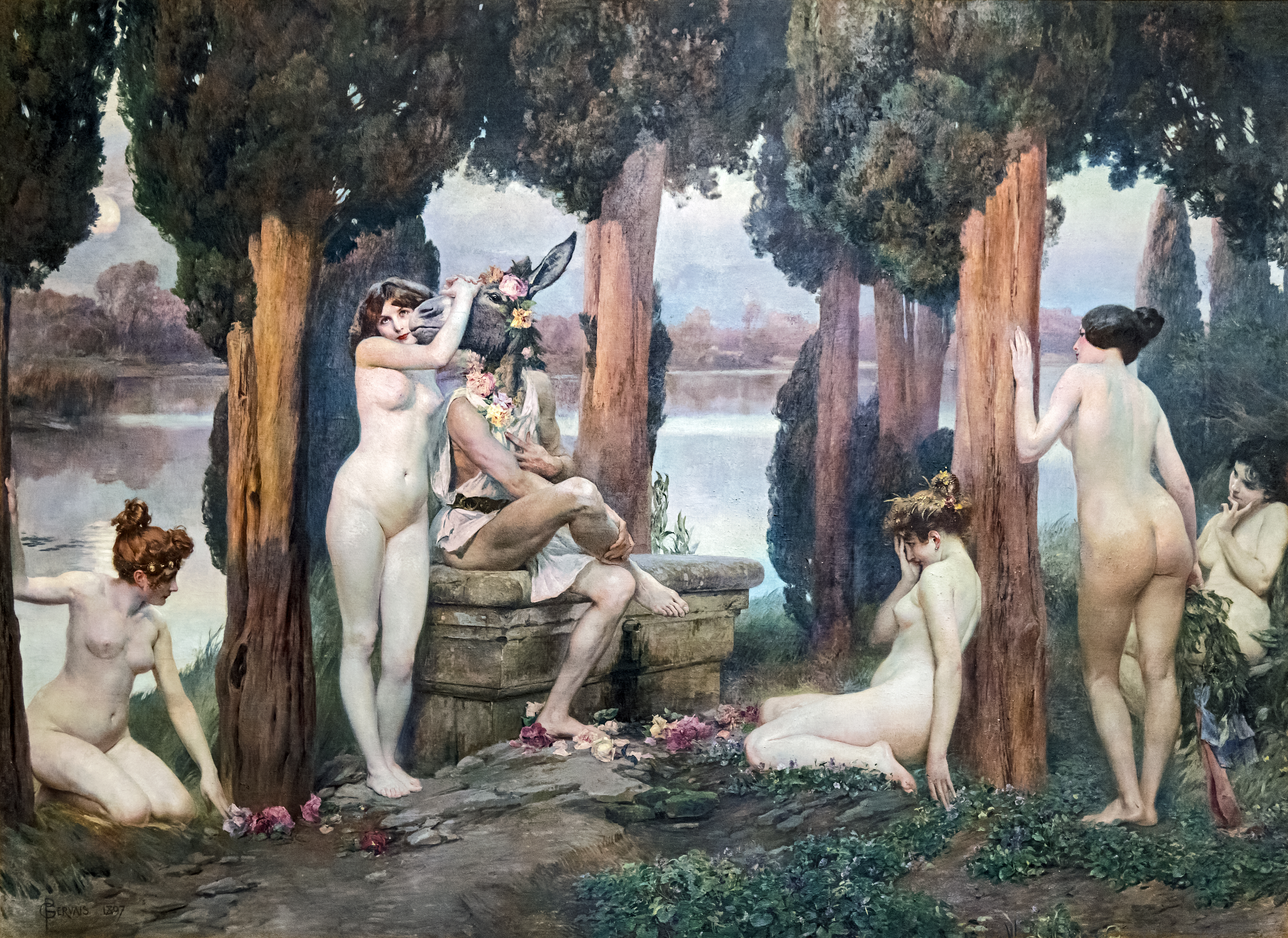
Họa phẩm về hình người đầu lừa